# Szojuz MSZ–06
A Szojuz MSZ–06 továbbfejlesztett Szojuz, egy orosz háromszemélyes szállító/mentőűrhajó harmadik űrrepülése 2017-ben a Nemzetközi Űrállomáshoz. Ez a Szojuz típus 135. repülése 1967-es első startja óta. A Szojuz MSZ–06 űrhajó az orosz parancsnok mellett két amerikai űrhajóssal a fedélzetén indul a kazahsztáni Bajkonuri űrrepülőtérről a Nemzetközi Űrállomásra (ISS). Ott a két új űrhajós csatlakozik az űrállomás három főből álló személyzetéhez, immár az 53. állandó legénység tagjaiként.

## Küldetés

### Indítás
A küldetés startja 2017. szeptember 12-én, magyar idő szerint 23:17-kor a kazahsztáni bajkonuri űrrepülőtér 1-es indítóállásából sikeresen megtörtént. Mintegy hat órán (négy Föld körüli keringésen) át tartó út után érkeztek a Nemzetközi Űrállomáshoz, ahol űrhajójuk 2017. szeptember 13-án  4:55-kor csatlakozott a Poiszk modulhoz.

### Visszatérés
2018. február 29-én, magyar idő szerint 3:31-kor sikeresen visszatért a Földre.

## Személyzet
| pozíció            | űrhajós                                                        |
| ------------------ | -------------------------------------------------------------- |
| parancsnok         | Alekszandr Miszurkin, RKA 53. alaplegénység második űrrepülése |
| fedélzeti mérnök 1 | Mark T. Vande Hei, NASA 53. alaplegénység első űrrepülése      |
| fedélzeti mérnök 2 | Joseph Acaba, NASA 53. alaplegénység harmadik űrrepülése       |

### Tartalék személyzet
| pozíció            | űrhajós                   |
| ------------------ | ------------------------- |
| parancsnok         | Alekszandr Szkvorcov, RKA |
| fedélzeti mérnök 1 | Scott D. Tingle, NASA     |
| fedélzeti mérnök 2 | Shannon Walker, NASA      |